# Emily Watson
Emily Margaret Watson, OBE (n. 14 ianuarie 1967) este o actriță engleză de teatru și film. A fost nominalizată la Premiul Oscar pentru cea mai bună actriță pentru rolul de debut Bess McNeil din Breaking the Waves (1996) în regia lui Lars von Trier și pentru rolul Jacqueline du Pré din Hilary and Jackie (1998). A câștigat Premiul BAFTA pentru cea mai bună actriță de televiziune pentru serialul Appropriate Adult (2011) difuzat de ITV.  A mai jucat în The Boxer (1997), Angela's Ashes (1999), Gosford Park (2001), Punch-Drunk Love (2002), Red Dragon (2002), Equilibrium (2002), The Life and Death of Peter Sellers (2004), Within the Whirlwind (2009), War Horse (2011), The Book Thief (2013), Cernobîl (2019) și Dune: Profeția (2024).

## Legături externe
- Emily Watson la Internet Movie Database
- Premiere Magazine: Emily Watson Q&A Arhivat în 25 octombrie 2008, la Wayback Machine.
- Emily Watsonla Edinburgh Festival Arhivat în 25 iulie 2007, la Archive.is
- Emily Watson la Film Bug